# Syllepte fuscomarginalis
Syllepte fuscomarginalis là một loài bướm đêm trong họ Crambidae.